# Брутус (Лодзинське воєводство)
Брутус (пол. Brutus) — село в Польщі, у гміні Келчиґлув Паєнчанського повіту Лодзинського воєводства.
Населення — 175 осіб (2011).
У 1975-1998 роках село належало до Серадзького воєводства.

## Демографія
Демографічна структура станом на 31 березня 2011 року:
|          | Загалом | Допрацездатний вік | Працездатний вік | Постпрацездатний вік |
| -------- | ------- | ------------------ | ---------------- | -------------------- |
| Чоловіки | 82      | 16                 | 46               | 20                   |
| Жінки    | 93      | 18                 | 41               | 34                   |
| Разом    | 175     | 34                 | 87               | 54                   |